# Caraz
Caraz ist Hauptstadt der Provinz Huaylas und des Distrikts Caraz und liegt im Tal des Río Santa im Anden-Hochgebirge des nordwestlichen Peru in der Region Ancash.

## Lage
Caraz liegt im nördlichen Teil des Callejón de Huaylas im dicht besiedelten und fruchtbaren Tal des Santa-Flusses. Sie wird eingerahmt von den schneebedeckten Berggipfeln des Huandoy (6395 m), des Nevado Santa Cruz (6259 m), den Doppelgipfeln Caraz I (6025 m) und Caraz II (6020 m), und dem Alpamayo (5947 m), dessen Gipfel 1966 in München zum schönsten Berg der Erde gekürt worden ist. Am Nordwestrand der Stadt fließt der Río Llullán, der Abfluss der Laguna Parón, zum Río Santa. 
Die Stadt liegt in einer Höhe von 2290 m über dem Meeresspiegel zwischen der Cordillera Blanca im Osten und der Cordillera Negra im Westen. Die nächstgelegene Stadt ist Yungay 12 Kilometer flussaufwärts. Etwa 20 Kilometer flussabwärts von Caraz beginnt der Cañón del Pato („Entenschlucht“).
Aufgrund ihrer geschützten Lage oberhalb des Flusses ist sie die einzige größere Siedlung im Santa-Tal, die bisher von Erdbeben, Erdrutschen und Springfluten verschont geblieben ist.

## Bevölkerung
Beim Zensus 2017 betrug die Einwohnerzahl der Stadt 15.204. 10 Jahre zuvor lag diese bei 13.330.
Die Bevölkerungszahl ist von 6722 Einwohnern (Zählung 1993) auf 10.926 Einwohner (Berechnung 2005) gestiegen.

## Bedeutung

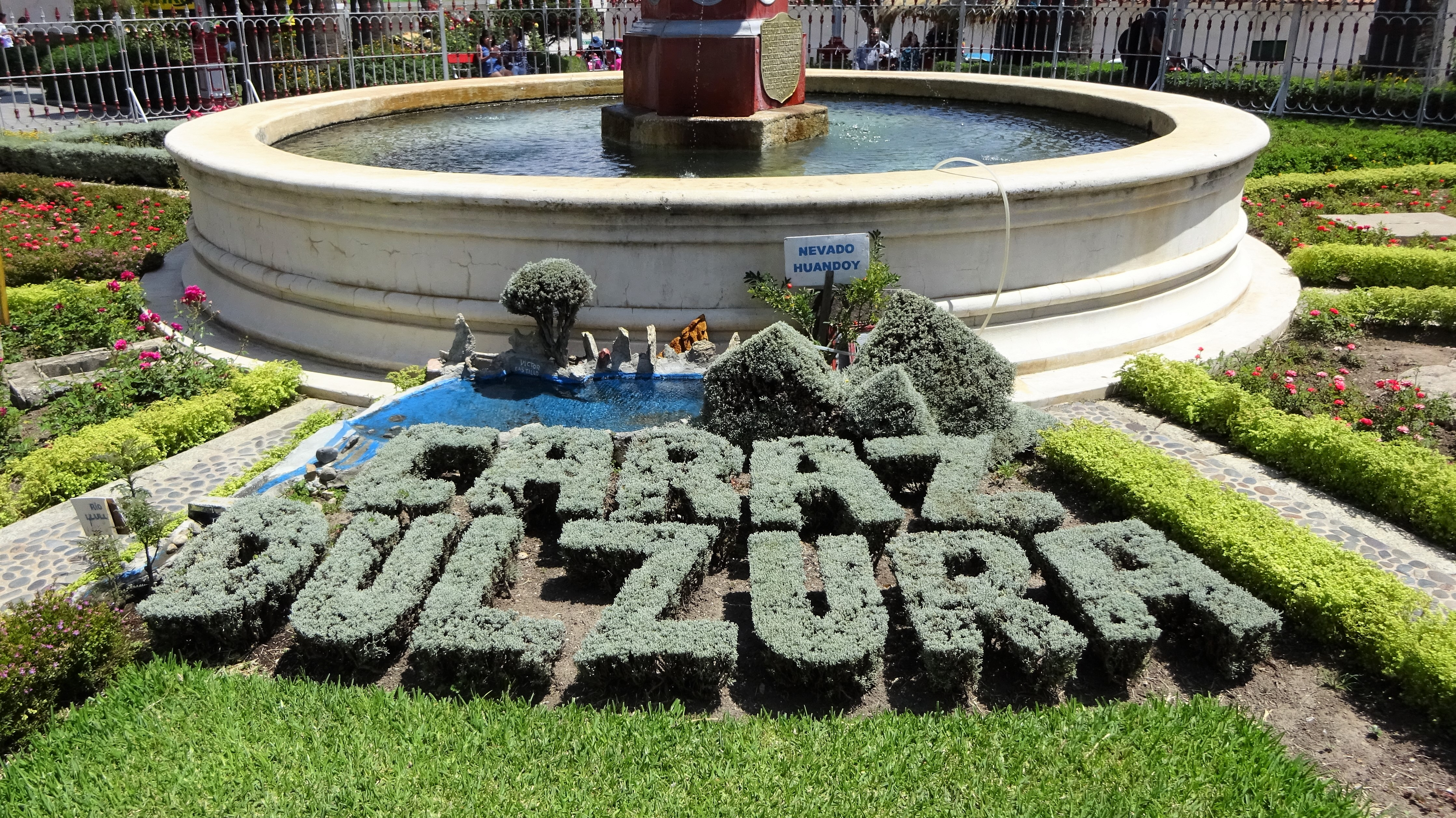
Pflanzung in Caraz mit Motto der Stadt

Caraz ist Endpunkt der viel begangenen Wanderroute von Llanganuco nach Santa Cruz, nach Cashapampa, außerdem Ausgangspunkt von Fahrten zur hochgelegenen Laguna Parón und zum Cañón del Pato. 
Nahe der Abzweigung zur Laguna Parón liegen die archäologisch interessanten Ruinen von Tunshucayco, die auf die Zeit vor dem Chavín-Zeitalter datiert werden.
Caraz ist bekannt für seinen Honig, seine Milchprodukte (Cuarteado und Manjar blanco) und seine hervorragend gewebten Wolldecken und Ponchos.

## Städtepartnerschaften
Caraz hat seit 1989 eine Städtepartnerschaft mit der Stadt Mesa in den USA.